# 타비트

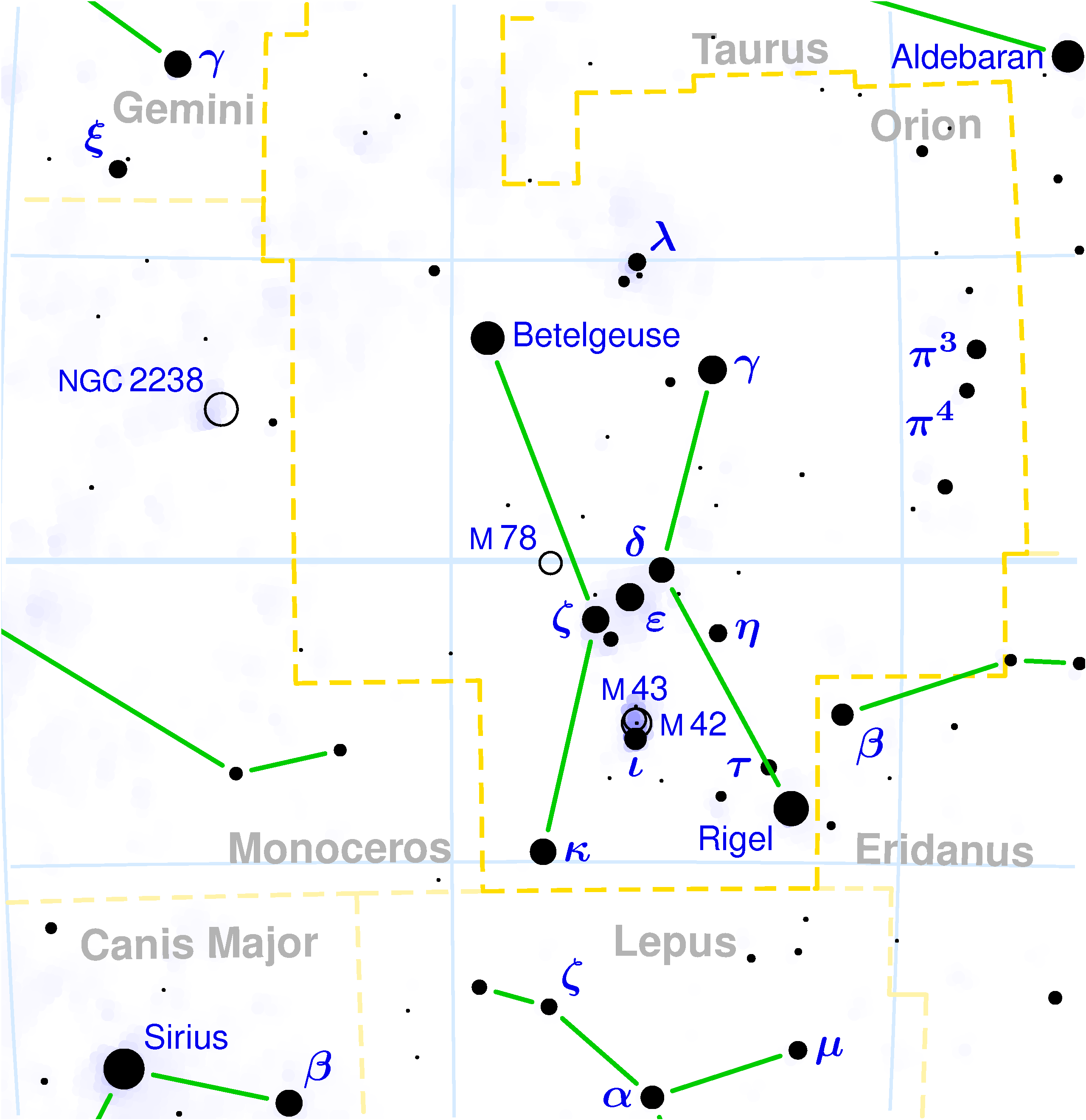

타비트는 오리온자리에 있는 별로 지구에서 26.3광년 떨어져 있다. 오리온자리 성도에서 오리온이 쥐고 있는 사자 가죽 부분에 있는 별이기도 하다. 바이어 명명법에 의하면 오리온자리 파이3으로 읽는다. 타비트는 F형 주계열성으로 태양보다 질량은 1.3배, 밝기는 3배 정도이다.